# Phare de Punta Mostacilla
Le phare de Punta Mostacilla (en espagnol : Faro Punta Mostacilla) est un phare actif situé sur  un promontoire à 12 km au nord-ouest de La Higuera (Province de Choapa), dans la Région de Coquimbo au Chili.
Il est géré par le Service hydrographique et océanographique de la marine chilienne dépendant de la Marine chilienne.

## Histoire
Ce phare, érigé sur Punta Mostacilla (ceb), marque l'entrée d'un petit port artificiel.

## Description
Le phare  est une tour cylindrique en fibre de verre, avec une galerie et une lanterne circulaire de 8 m de haut. La tour est peinte en blanc avec une bande rouge. Il émet, à une hauteur focale de 38 m, un éclat blanc par période de 5 secondes. Sa portée n'est pas connue. 
Identifiant : ARLHS : CHI-.072 - Amirauté : G1908 - NGA : 111-1268 .

### Lien connexe
- Liste des phares du Chili